# 津倉村
津倉村（つくらむら）は愛媛県越智郡にあった村である。
1954年（昭和29年）に大山村の一部、津倉村、亀山村、渦浦村の4箇村の合併で吉海町になり、自治体としては消滅した。後に吉海町は平成の市町村合併で今治市と越智郡11箇町村の合併により今治市となり、現在に至っている。

## 地理
現在の今治市の島嶼部にある大島の中部。西は津倉湾が南東方向に入り込んでおり、湾奥に平地を形成している。西北は大三島に対する。
村名の由来
中世に醍醐寺の荘園で吉浦方と呼ばれていたが、入り江が遠浅のため年貢の積み出し船が接岸できず、東岸に港と倉とを造営していたことによる。
川
仁江川
山
八幡山
島
波島、棚橋島

## 歴史
下記以外の歴史については大島および吉海町の記事を参照のこと。
藩政期には今治藩領。
17世紀末頃から仁江、八幡などで地先において新田開発が始まり、元禄10年（1697年）に14町の幸新田が開発された。その後も明治初期まで塩田開発が行われた。

### 村の沿革
- 1889年（明治22年） 12月15日 - 町村制施行により、本庄、八幡、幸新田、仁江の4箇村が合併して、越智郡津倉村発足。役場を大字幸新田におく。
- 1954年（昭和29年）3月31日 – 大山村の一部、津倉村、亀山村、渦浦村の4箇村の合併で吉海町となり、津倉村は自治体としての歴史を閉じる。

```
津倉村の系譜
（町村制実施以前の村）　（明治期）　　　　　　　　　（昭和の合併）　（平成の合併）
　　　　　　　　　　　　町村制施行時
本庄　━━━━┓
八幡　━━━━┫
幸新田━━━━╋━━━津倉村━━━━━━━━━━━┓
仁江　━━━━┛　　　　　　　　　　　　　　　　　┃昭和29年3月31日
臥間　━━━━┓　　　　　　　　　　　　　　　　　┃合併・町制施行
南浦　━━━━┫　　　　　　　　　　　　　　　　　┣━吉海町━━┳━━━┓
名　　━━━━╋━━━亀山村━┳━━━━━━━━━┫　　　　　　┃　　　┃
正味　━━━━┫　　　　　　　┃あ　　　　　　　　┃　　　　　　う　　　┃
椋名　━━━━┫　　　　　　　┗渦浦村━━━━━━┫　　　　　　　　　　┃
津島　━━━━┛　　　　　　　　　　　　　　　　　┃　　　　　　　　　　┃
福田　━━━━┓　　　　　　　　　　　　　　　　　┃　　　　　　　　　　┃
泊　　━━━━┫　　　　　　　　　　　　　　　　　┃　　　　　　　　　　┃
田浦　━━━━┫　　　　　　　　　　　　　　　　　┃　　　　　　　　　　┃
早川　━━━━╋━━━大山村━━━━━━━━━━━┫　　　　　　　　　　┃
余所国━━━━┛　　　　　　　　　　　　　　　　い┃　　　　　　　　　　┃
宮浦　━━━━┓　　　　　　　　　　　　　　　　　┃　　　　　　　　　　┃
　　　　　　　┣━━━宮窪村━━━━━宮窪町━━━┻━━━━━━━━━━┫
友浦　━━━━┛　　　　　　　　　　　　　　　　　　　　　　　　　　　　┃
　　　　　　　　　　　　　　　　　　　　　　　　　　　　　　　　　　　　┃
　　　　　　　　　　　　　　　　　　　　　　　　　　　　　　　　　　　　┃平成17年1月16日
　　　　　　　　　　　　　　　　　　　　　　　　　　　　　　　　　　　　┃新設合併、新・今治市発足
　　　　　　　　　　　　　　　　　　　　　　　　　　　　　今治市━━━━╋━━今治市
　　　　　　　　　　　　　　　　　　　　　　　　　　　　　朝倉村━━━━┫
　　　　　　　　　　　　　　　　　　　　　　　　　　　　　玉川町━━━━┫
　　　　　　　　　　　　　　　　　　　　　　　　　　　　　波方町━━━━┫
　　　　　　　　　　　　　　　　　　　　　　　　　　　　　大西町━━━━┫
　　　　　　　　　　　　　　　　　　　　　　　　　　　　　菊間町━━━━┫
　　　　　　　　　　　　　　　　　　　　　　　　　　　　　伯方町━━━━┫
　　　　　　　　　　　　　　　　　　　　　　　　　　　　　上浦町━━━━┫
　　　　　　　　　　　　　　　　　　　　　　　　　　　　　大三島町━━━┫
　　　　　　　　　　　　　　　　　　　　　　　　　　　　　関前村━━━━┛
あ – 明治32年　分立
い – 昭和29年3月31日 大山村のうち早川・余所国の区域を宮窪町へ境界変更
う – 昭和30年8月1日 大字椋名のうち馬島が今治市へ編入

（注記）今治市以下の合併以前の系譜はそれぞれの市町村の記事を参照のこと。

```

## 地域
合併前の旧4箇村の名をそのまま大字として継承した。合併し吉海町になっても継承された。役場は大字幸新田におかれた。
本庄（ほんじょう）、八幡（やわた）、幸新田（さいわいしんでん）、仁江（にえ）
なお、現在、今治市になってからの地名表記は「吉海町」に旧の大字を続ける。大字は省く。
例 今治市吉海町本庄

## 産業
農業
大島の中では平地に恵まれ、米、麦、甘藷などが耕作された。大正期には除虫菊の生産や肉用牛の肥育も盛んに行なわれた。
漁業
仁江は鯛網漁で知られる。
商工業
西側に塩田が開かれていた。後に塩田は造船所や貯木場となった。
明治期には酒造業、繊維産業が最盛期を迎えた。大正期になり今治からタオル工場が進出し、工業の主力となった。

## 交通
鉄道は通っていない。昭和6年には村内を乗合自動車が運行していた。
- 幸港 - 昭和3年に大改修が行われ、今治港-尾道港の航路が寄港した。